# 200 mètres quatre nages masculin aux championnats du monde de natation 2024
Cet article traite de l'épreuve masculine. Pour la compétition féminine, voir 200 mètres quatre nages féminin aux championnats du monde de natation 2024.
Le 200 mètres quatre nages masculin est une épreuve de natation sportive des championnats du monde de natation 2024. Elle a lieu les 14 et 15 février 2024 à Doha au Qatar.

## Records
Avant cette compétition, les records dans cette discipline étaient :
| Record du monde       | 1 min 54 s | Ryan Lochte | 28 juillet 2021 | Shanghai, Chine |
| Record du championnat | 1 min 54 s | Ryan Lochte | 28 juillet 2021 | Shanghai, Chine |

## Résultats détaillés
Les 16 meilleurs temps se qualifient pour les demi-finales (Q), puis les 8 meilleurs demi-finalistes passent en finale (F).

### Séries
| Rang | Série | Ligne | Nageur                  | Pays                   | Temps        | Commentaire  |
| ---- | ----- | ----- | ----------------------- | ---------------------- | ------------ | ------------ |
| 1    | 3     | 3     | Jérémy Desplanches      | Suisse                 | 1:58.17      | Q            |
| 2    | 3     | 5     | Daiya Seto              | Japon                  | 1:58.26      | Q            |
| 3    | 3     | 4     | Carson Foster           | États-Unis             | 1:58.71      | Q            |
| 4    | 3     | 6     | Riki Abe                | Japon                  | 1:59.48      | Q            |
| 4    | 5     | 3     | Finlay Knox             | Canada                 | 1:59.48      | Q            |
| 6    | 4     | 6     | Gabriel Lopes           | Portugal               | 1:59.80      | Q            |
| 7    | 5     | 7     | Zhang Zhanshuo          | Chine                  | 1:59.87      | Q            |
| 8    | 5     | 4     | Duncan Scott            | Royaume-Uni            | 1:59.91      | Q            |
| 9    | 5     | 5     | Alberto Razzetti        | Italie                 | 2:00.14      | Q            |
| 10   | 4     | 3     | Matthew Sates           | Afrique du Sud         | 2:00.28      | Q            |
| 11   | 5     | 6     | Lewis Clareburt         | Nouvelle-Zélande       | 2:00.37      | Q            |
| 12   | 4     | 2     | Balázs Holló            | Hongrie                | 2:00.40      | Q            |
| 13   | 4     | 4     | Shaine Casas            | États-Unis             | 2:00.46      | Q            |
| 14   | 3     | 2     | Lorne Wigginton         | Canada                 | 2:00.63      | Q            |
| 15   | 5     | 1     | Jaouad Syoud            | Algérie                | 2:01.13      | Q            |
| 16   | 3     | 7     | Kim Min-suk             | Corée du Sud           | 2:01.52      | Q            |
| 17   | 3     | 8     | Anže Ferš Eržen         | Slovénie               | 2:01.71      |              |
| 18   | 3     | 9     | Robert-Andrei Badea     | Roumanie               | 2:01.78      |              |
| 19   | 3     | 1     | Vadym Naumenko          | Ukraine                | 2:01.87      |              |
| 20   | 4     | 5     | Hugo González           | Espagne                | 2:02.10      |              |
| 21   | 5     | 8     | Miroslav Knedla         | Tchéquie               | 2:02.44      |              |
| 22   | 2     | 3     | Richard Nagy            | Slovaquie              | 2:02.89      |              |
| 23   | 2     | 5     | Munzer Kabbara          | Liban                  | 2:03.31      |              |
| 24   | 4     | 1     | Wang Hsing-hao          | Taipei chinois         | 2:03.85      |              |
| 25   | 2     | 4     | Daniil Pancerevas       | Lituanie               | 2:04.16      |              |
| 26   | 4     | 8     | Erick Gordillo          | Ghana                  | 2:04.34      |              |
| 27   | 4     | 0     | Trần Hưng Nguyên        | Viêt Nam               | 2:04.75      |              |
| 28   | 2     | 2     | Jarod Arroyo            | Porto Rico             | 2:04.83      |              |
| 29   | 5     | 0     | Tomas Peribonio         | Équateur               | 2:04.97      |              |
| 30   | 2     | 7     | Tan Khai Xin            | Malaisie               | 2:05.08      |              |
| 31   | 2     | 6     | Ronan Wantenaar         | Namibie                | 2:05.16      |              |
| 32   | 5     | 9     | José Martínez           | Mexique                | 2:05.21      |              |
| 33   | 3     | 0     | Patrick Groters         | Aruba                  | 2:05.59      |              |
| 34   | 2     | 8     | Simon Bachmann          | Seychelles             | 2:07.85      |              |
| 35   | 1     | 4     | Filipe Gomes            | Malawi                 | 2:12.53      |              |
| 36   | 4     | 9     | Dulyawat Kaewsriyong    | Thaïlande              | 2:14.64      |              |
| 37   | 2     | 0     | Caio Lobo               | Mozambique             | 2:15.55      |              |
| –    | 4     | 7     | Andreas Vazaios         | Grèce                  | Non partants | Non partants |
| –    | 5     | 2     | Carles Coll Martí       | Espagne                | Non partants | Non partants |
| –    | 1     | 3     | Josh Kirlew             | Jamaïque               | Disqualifiés | Disqualifiés |
| –    | 1     | 5     | Isaiah Aleksenko        | Îles Mariannes du Nord | Disqualifiés | Disqualifiés |
| –    | 2     | 1     | Esteban Nuñez del Prado | Bolivie                | Disqualifiés | Disqualifiés |

### Demi-finales
| Rang | Série | Ligne | Nageuse            | Pays             | Temps   | Commentaire |
| ---- | ----- | ----- | ------------------ | ---------------- | ------- | ----------- |
| 1    | 2     | 5     | Carson Foster      | États-Unis       | 1:57.13 | F           |
| 2    | 2     | 1     | Shaine Casas       | États-Unis       | 1:57.62 | F           |
| 3    | 1     | 6     | Duncan Scott       | Royaume-Uni      | 1:57.83 | F           |
| 4    | 1     | 4     | Daiya Seto         | Japon            | 1:57.85 | F           |
| 5    | 2     | 2     | Alberto Razzetti   | Italie           | 1:58.21 | F           |
| 6    | 2     | 3     | Finlay Knox        | Canada           | 1:58.50 | F           |
| 7    | 2     | 7     | Lewis Clareburt    | Nouvelle-Zélande | 1:58.59 | F           |
| 8    | 2     | 6     | Zhang Zhanshuo     | Chine            | 1:58.98 | F           |
| 9    | 2     | 4     | Jérémy Desplanches | Suisse           | 1:59.08 |             |
| 10   | 1     | 5     | Riki Abe           | Japon            | 1:59.60 |             |
| 11   | 2     | 8     | Jaouad Syoud       | Algérie          | 2:00.11 |             |
| 12   | 1     | 3     | Gabriel Lopes      | Portugal         | 2:00.27 |             |
| 13   | 1     | 1     | Lorne Wigginton    | Canada           | 2:00.32 |             |
| 14   | 1     | 7     | Balázs Holló       | Hongrie          | 2:00.39 |             |
| 15   | 1     | 8     | Kim Min-suk        | Corée du Sud     | 2:00.75 |             |
| 16   | 1     | 2     | Matthew Sates      | Afrique du Sud   | 2:01.21 |             |

### Finale
| Rang               | Ligne | Nageuse          | Pays             | Temps         |
| ------------------ | ----- | ---------------- | ---------------- | ------------- |
| Médaille d'or      | 7     | Finlay Knox      | Canada           | 1 min 56 s 64 |
| Médaille d'argent  | 4     | Carson Foster    | États-Unis       | 1 min 56 s 97 |
| Médaille de bronze | 2     | Alberto Razzetti | Italie           | 1 min 57 s 42 |
| 4                  | 6     | Daiya Seto       | Japon            | 1 min 57 s 54 |
| 5                  | 5     | Shaine Casas     | États-Unis       | 1 min 57 s 73 |
| 6                  | 3     | Duncan Scott     | Royaume-Uni      | 1 min 57 s 75 |
| 7                  | 1     | Lewis Clareburt  | Nouvelle-Zélande | 1 min 58 s 66 |
| 8                  | 8     | Zhang Zhanshuo   | Chine            | 1 min 59 s 17 |